# Kurabarahalli, Sidlaghatta
Kurabarahalli là một làng thuộc tehsil Sidlaghatta, huyện Chikkaballapur, bang Karnataka, Ấn Độ.